# Desenho arquitetônico
O desenho arquitetônico é, em um sentido restrito, uma especialização do desenho técnico normatizado voltada à execução e a representação de projetos de arquitetura. Em uma perspectiva mais ampla, porém, o desenho de arquitetura poderia ser encarado como todo o conjunto de registros gráficos produzidos por arquitetos ou outros profissionais durante ou não o processo de projeto arquitetônico. O desenho de arquitetura, portanto, manifesta-se como um código para uma linguagem, estabelecida entre o emissor (o desenhista ou projetista) e o receptor (o leitor do projeto). Desta forma, seu entendimento envolve um certo nível de treinamento, seja por parte do desenhista ou do leitor do desenho. Por este motivo, este tipo de desenho costuma ser uma disciplina importante nos primeiros anos das faculdades de arquitetura. O desenho arquitetônico também costuma se constituir em uma profissão própria: os desenhistas técnicos (ou a sua versão atual, representada pelos cadistas - ou manipuladores do softwares CAD) são comuns nos escritórios de projeto.

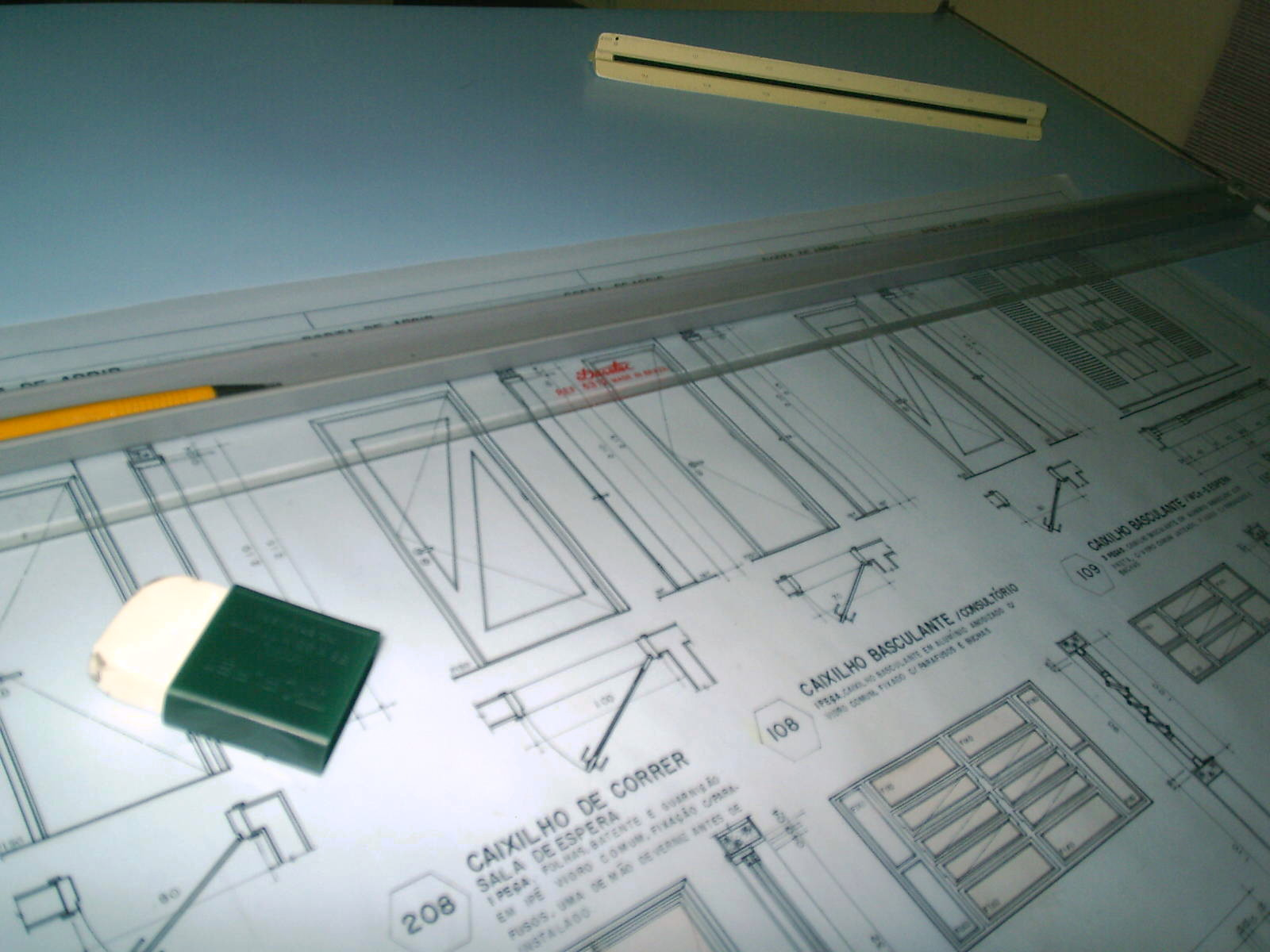
Imagem de uma prancheta de desenho, método de trabalho tornado obsoleto após a criação do CAD.

## História

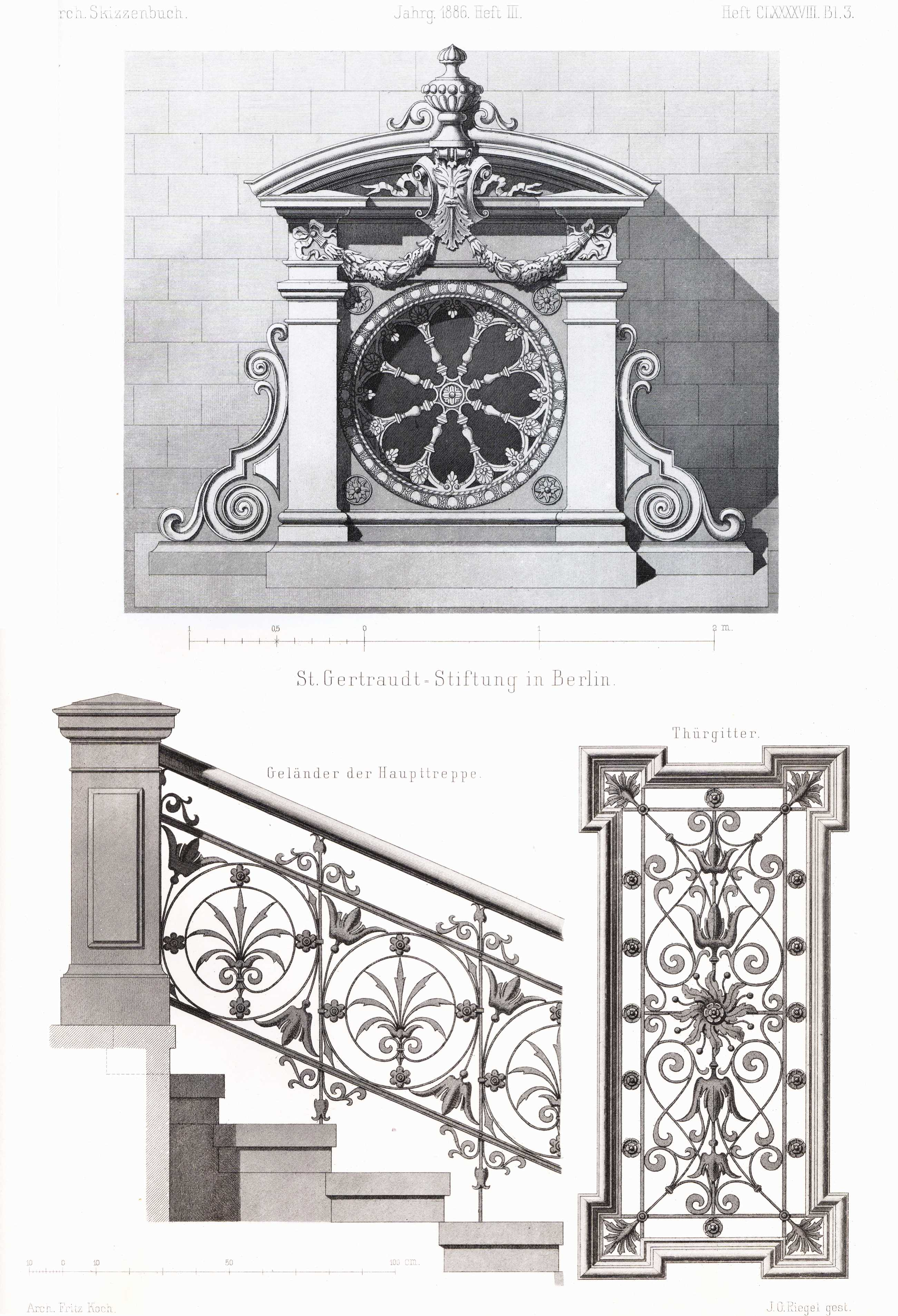
Detalhe de um projeto produzido no século XIX

O desenho começou a ser usado como meio preferencial de representação do projeto arquitetônico a partir do Renascimento. Apesar disso, ainda não havia conhecimentos sistematizados de geometria descritiva, o que tornava o processo mais livre e sem nenhuma normatização.
Com a Revolução Industrial, os projetos das máquinas passaram a demandar maior rigor e precisão e consequentemente os diversos projetistas necessitavam agora de um meio comum para se comunicar e com tal eficiência que evitasse erros grosseiros de execução de seus produtos. Desta forma, instituíram-se a partir do século XIX as primeiras normas técnicas de representação gráfica de projetos, as quais incorporavam os estudos feitos durante o período de desenvolvimento da geometria descritiva, no século anterior. Por este motivo, o desenho técnico (e, portanto, o desenho de arquitetura) era naquele momento considerado um recurso tecnológico imprescindível ao desenvolvimento econômico e industrial.
A normatização hoje está mais avançada e completa, embora o desenho arquitetônico tenha passado a ser executado predominantemente em ambiente CAD (ou seja, em formato digital). Por outro lado, para grande parte dos profissionais, o desenho à mão ainda é a génese e o principal meio para a elaboração de um projeto.

## Normalização
A representação gráfica do desenho em si corresponde a um conjunto de normas internacionais (sob a supervisão da ISO). Porém, geralmente, cada país costuma possuir suas próprias versões das normas, adaptadas por diversos motivos.
No Brasil, as normas são editadas pela Associação Brasileira de Normas Técnicas (ABNT), sendo as seguintes as principais:
- NBR-6492 - Representação de projetos de arquitetura
- NBR-10067 – Princípios gerais de representação em desenho técnico

Cabe notar, no entanto, que se por um lado recomenda-se a adequação a tais normas quando da apresentação de desenhos para fins de execução de obras ou em situações oficiais (como quando os profissionais enviam seus projetos à aprovação em prefeituras), por outro lado admite-se algum nível de liberdade em relação a elas em outros contextos. Durante o processo de elaboração e evolução do projeto, por exemplo, normalmente os arquitetos utilizam-se de métodos de desenho próprios apropriados às suas necessidades momentâneas, os quais eventualmente se afastam das determinações das normas. Esta liberdade se dá pela necessidade de elaborar desenhos, que exijam uma facilidade de leitura maior por parte de leigos ou para se adequarem a diferentes publicações, por exemplo.

## Elementos do desenho
Para que a (futura) realidade do projeto seja bem representada, faz-se uso dos diversos instrumentos disponíveis no desenho tradicional, na geometria euclidiana e na geometria descritiva. Basicamente, o desenho arquitetônico manifesta-se principalmente através de linhas e superfícies preenchidas (tramas).
Costuma-se diferenciar no desenho duas entidades: uma é o próprio desenho (o objeto representado, um edifício, por exemplo) e o outro é o conjunto de símbolos, signos, cotas e textos que o complementam.
As principais categorias do desenho de arquitetura são: as plantas, os cortes e secções e as elevações (ou alçados).

### Traços
Os traços de um desenho normatizado devem ser regulares, legíveis (visíveis) e devem possuir contraste umas com as outras. 

#### Espessura dos traços

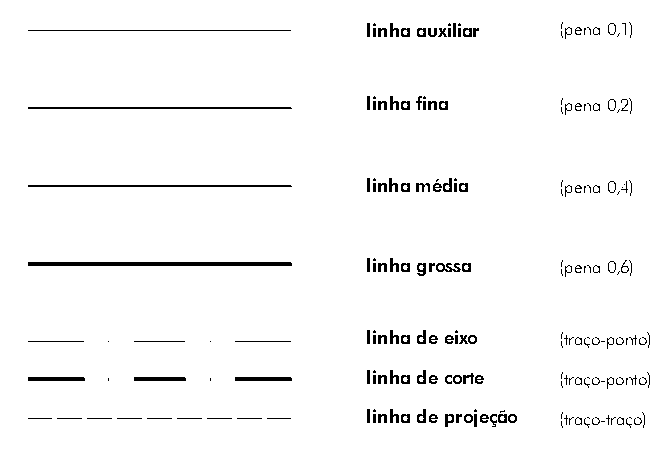
Pesos e categorias de linhas

Normalmente ocorre uma hierarquização das linhas, obtida através do diâmetro da pena (ou do grafite) utilizados para executá-la. Tradicionalmente usam-se quatro espessuras de pena:
- Linhas complementares - Pena 0,1. Usada basicamente para registrar elementos complementares do desenho, como linhas de cota, setas, linhas indicativas, linhas de projeção, etc.
- Linha estreita - Pena 0,2 (ou 0,3). Usada para representar os elementos em vista.
- Linha média - Pena 0.4 (ou 0,5). Usada para representar os elementos que se encontram imediatamente a frente da linha de corte.
- Linha larga - Pena 0.6 (ou 0,7). Usada para representar elementos especiais, como as linhas indicativas de corte (eventualmente é usada para representar também elementos em corte, como a pena anterior).

#### Tipos de traços
Quanto ao tipo de traços, é possível classificá-los em:
- Traço contínuo. São as linhas comuns.
- Traço interrompido. Representa um elemento de desenho "invisível" (ou seja, que esteja além do plano de corte).
- Traço-ponto. Usado para indicar eixos de simetria ou linhas indicativas de planos de corte.

### Tramas
Os elementos que em um desenho projetivo estão sendo cortados aparecem delimitados com um traço de espessura maior no desenho. Além do traço mais grosso, esses elementos podem estar preenchidos por um tracejado ou trama. Cada material é representado com uma trama diferente.

### Folhas
Normalmente, as folhas mais usadas para o desenho técnico são do tipo sulfite. Anteriormente à popularização do CAD, normalmente desenvolvia-se os desenhos em papel manteiga ou vegetal de esquiço (desenhados a grafite) e eles eram arte-finalizados em papel vegetal (desenhados a nanquim ou tinta da China).

#### Tamanho das folhas
As folhas devem seguir os mesmos padrões do desenho técnico. No Brasil, a ABNT adota o padrão ISO: usa-se um módulo de 1 m² (um metro quadrado) cujas dimensões seguem uma proporção equivalente a raiz quadrada de 2 (841 x 1189 mm). Esta é a chamada folha A0 (a-zero). A partir desta, obtém-se múltiplos e submúltiplos (a folha A1 corresponde à metade da A0, assim como a A2 corresponde a metade do A1). 
A maioria dos escritórios utiliza predominantemente os formatos A1 e A0, devido à escala dos desenhos e à quantidade de informação. Os formatos menores em geral são destinados a desenhos ilustrativos, catálogos, etc. Apesar da normatização incentivar o uso das folhas padronizadas, é muito comum que os desenhistas considerem que o módulo básico seja a folha A4 ao invés da A0. Isto costuma se dever ao fato de que qualquer folha obtida a partir desde móculo pode ser dobrada e encaixada em uma pasta neste tamanho, normalmente exigida pelos órgãos públicos de aprovação de projetos.

## Materiais de desenho
Com a ampla difusão do desenho auxiliado pelo computador, a lista de materiais que tradicionalmente se usava para executar desenhos de arquitetura tem se tornado cada dia mais obsoleta. Alguns desses materiais, no entanto, ainda são eventualmente usados para verificar algum problema com os desenhos impressos, ou no processo de treinamento de futuros desenhistas técnicos.
Após a impressão de pranchas produzidas em CAD, ainda está em uso o escalímetro, que é uma multi-régua com 6 escalas, que serve para conferir medidas, se o desenho foi impresso na escala 1/50 utiliza-se a mesma escala em uma de suas bordas visíveis.

### CAD

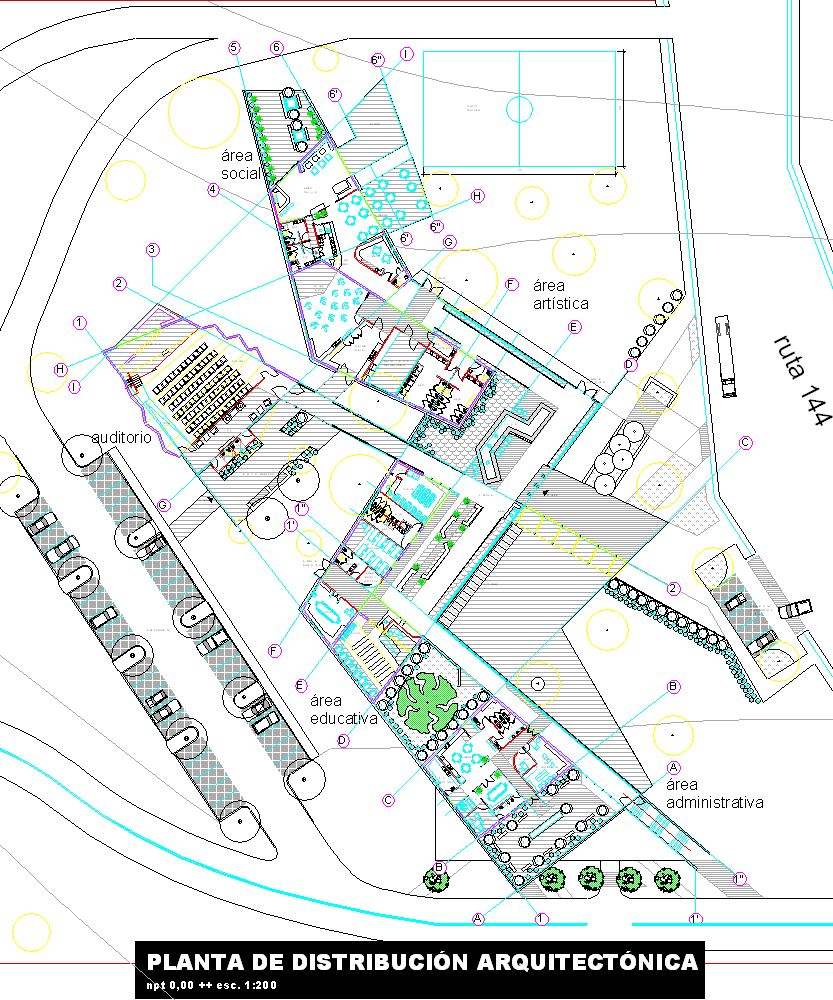
Desenho gerado em um programa do tipo CAD

A execução de desenhos de arquitetura no computador em geral exige a operação programas gráficos do tipo CAD que normalmente demandam um hardware robusto e de alta capacidade de processamento, e memória. O formato em que nativamente grava seus arquivos, o .dwg, é considerado o padrão "de facto" no mercado da construção civil para troca de informações de projeto. 
Existem, no entanto, diversos outros softwares de CAD para arquitetura. A maioria deles nem sempre é capaz de ler e escrever arquivos no formato .dwg, embora muitos utilizem-se do alternativo formato .dxf. Além de programas CAD destinados ao desenho técnico de uma forma geral, como o AutoCAD e o Microstation, também existem softwares designados especificamente para o trabalho de projeto arquitetônico, como o ArchiCAD, o ArchiStation, o VectorWorks, o Revit, entre outros, com os quais é possível visualizar o modelo arquitetônico em suas várias etapas de projeto, mais do que meramente representá-lo na forma de desenho técnico.

### Desenho à mão
A seguinte lista apresenta os materiais que tradicionalmente foram utilizados no desenho dito instrumentado (ou seja, o desenho feito à mão com auxílio de instrumentos de desenho). Ressalta-se, porém, que muitos destes materiais estão se tornando raros nos escritórios de arquitetura, dada a sua informatização.
Prancheta de desenho
Uma mesa, normalmente inclinável, na qual é possível manter pranchas de desenho em formatos grandes (como o A0) e onde se possam instalar reguas T ou paralelas.
Régua T ou Régua paralela
Estas réguas eram instrumentos para traçado de retas parelelas e perpendiculares, a serem usadas juntamente de um par de esquadros.
Par de esquadro.
Elementos para auxiliar o traçado de retas em ângulos pré-desenhados, como 30º, 45º, 60º e 90º.
Escalímetro
Um tipo especial de régua, normalmente com seção triangular, com a qual podem ser realizadas medidas em escalas diferentes.
Lapiseiras ou lápis
Adequados às espessuras desejadas.
Canetas nanquim
Tais canetas eram utilizadas na execução dos desenhos finais, como aqueles destinados à construção. Exigiam cuidado constante, pois seu entupimento, caso não fossem limpas com freqüência, seria um problema comum.
Mata-gato.
Instrumento que auxilia o uso da borracha em locais determinados do desenho. Constitui-se de uma placa perfurada a ser posicionada sobre o setor do desenho a ser corrigido, de forma a que apenas se apague o desejável.
Borracha
Podendo ser a comum ou a elétrica.
Conjunto de normógrafo e reguas caligráficas
Auxiliam a escrita de blocos de texto padronizados e com caligrafia técnica.
Lâmina e borracha de areia
Permitem a correção de desenhos errados efetuados à nanquim sobre papel vegetal.
Gabaritos ou escantilhões.
Pequenas placas plásticas ou metálicas que possuem elementos pré-desenhados vazados e auxiliam seu traçado, como instalações sanitárias, circunferências, etc.
Curva francesa.
Um tipo especial de gabarito composto apenas por curvas, nos mais variados raios.

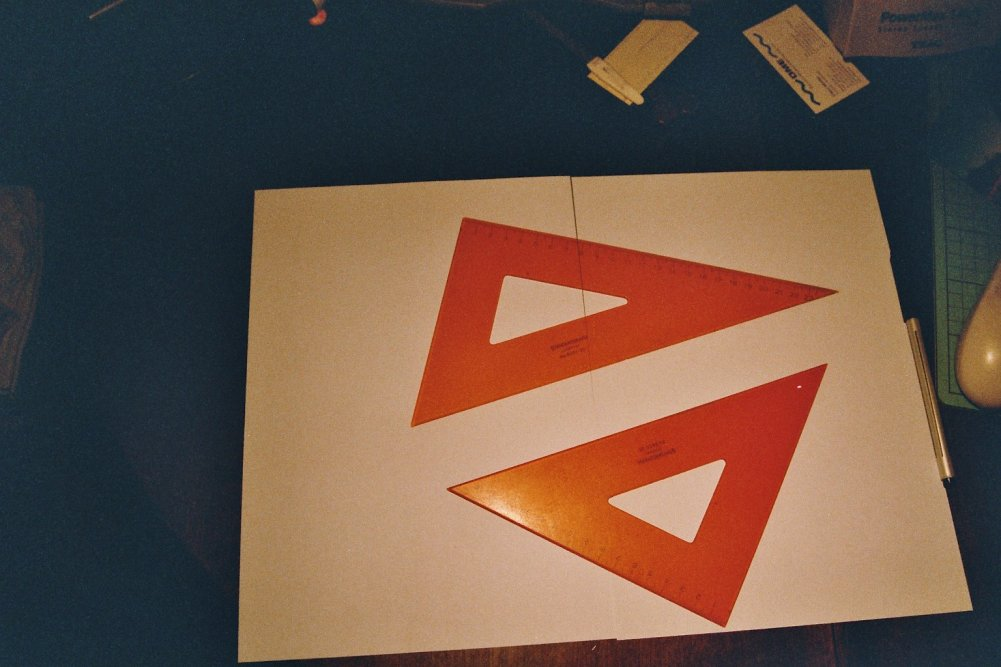
Um par de esquadros
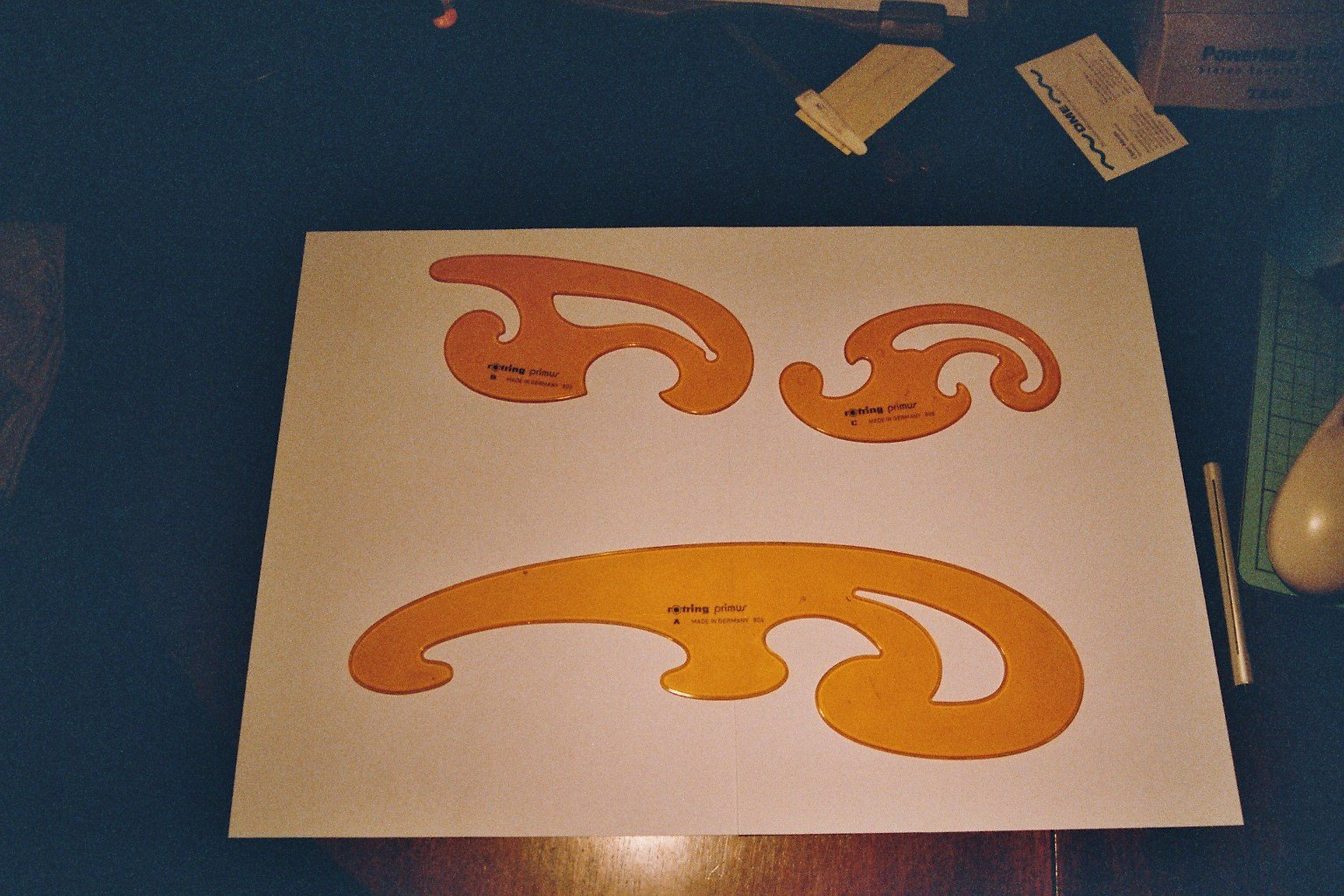
Curvas francesas em tamanhos diversos
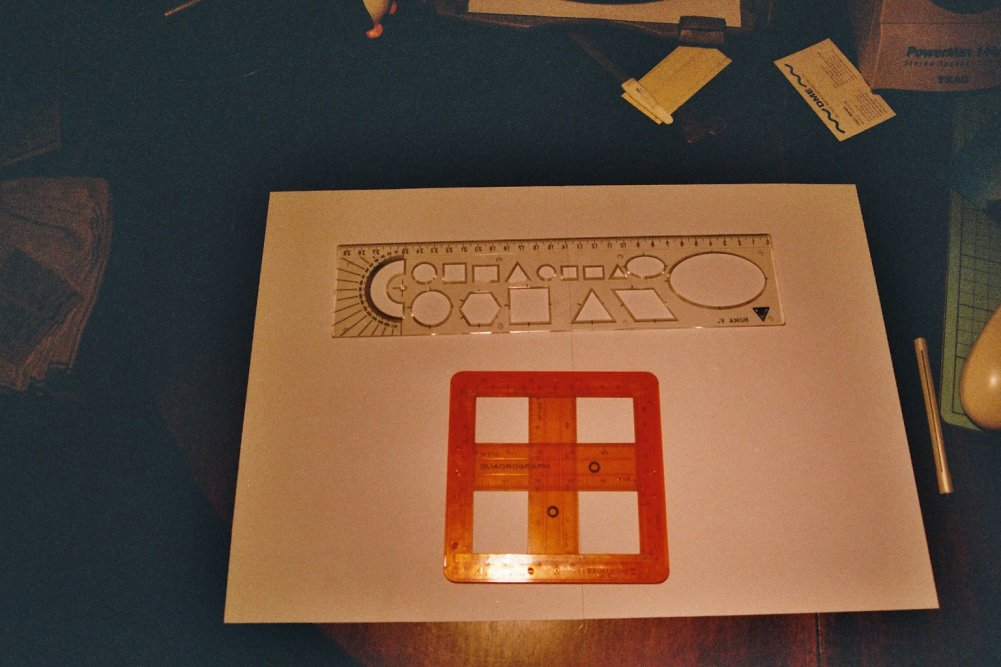
Exemplos de gabaritos
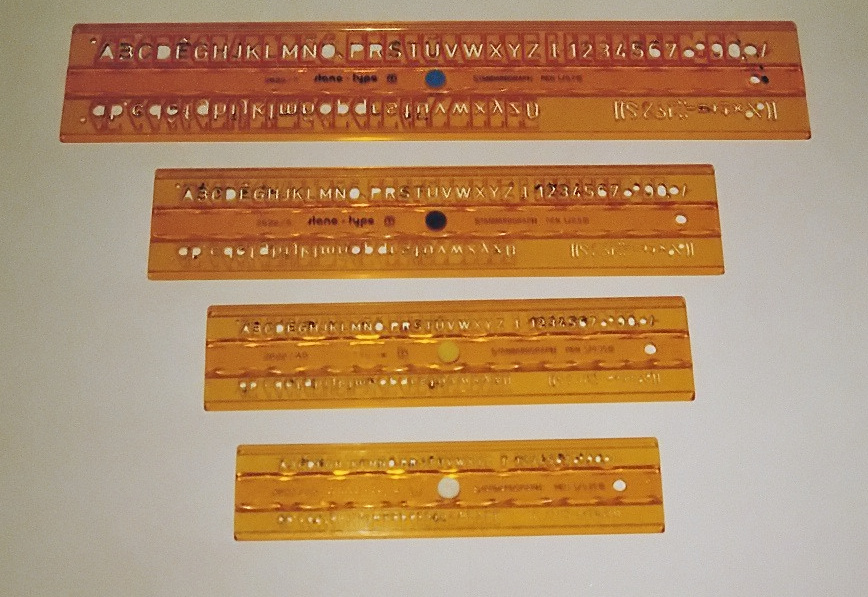
Gabaritos caligráficos
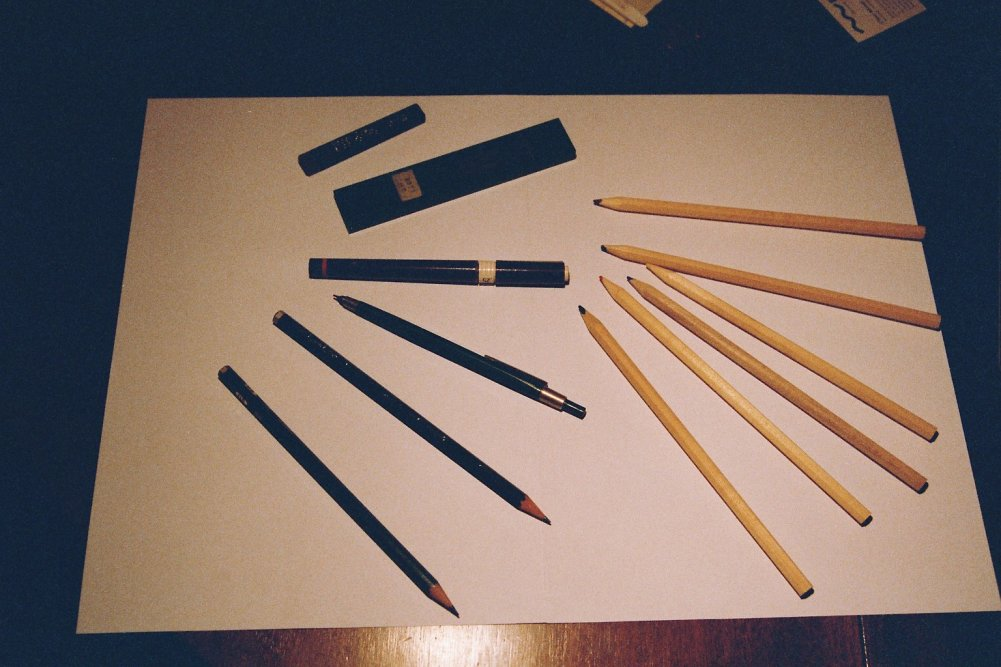
Diversos materiais de traçado
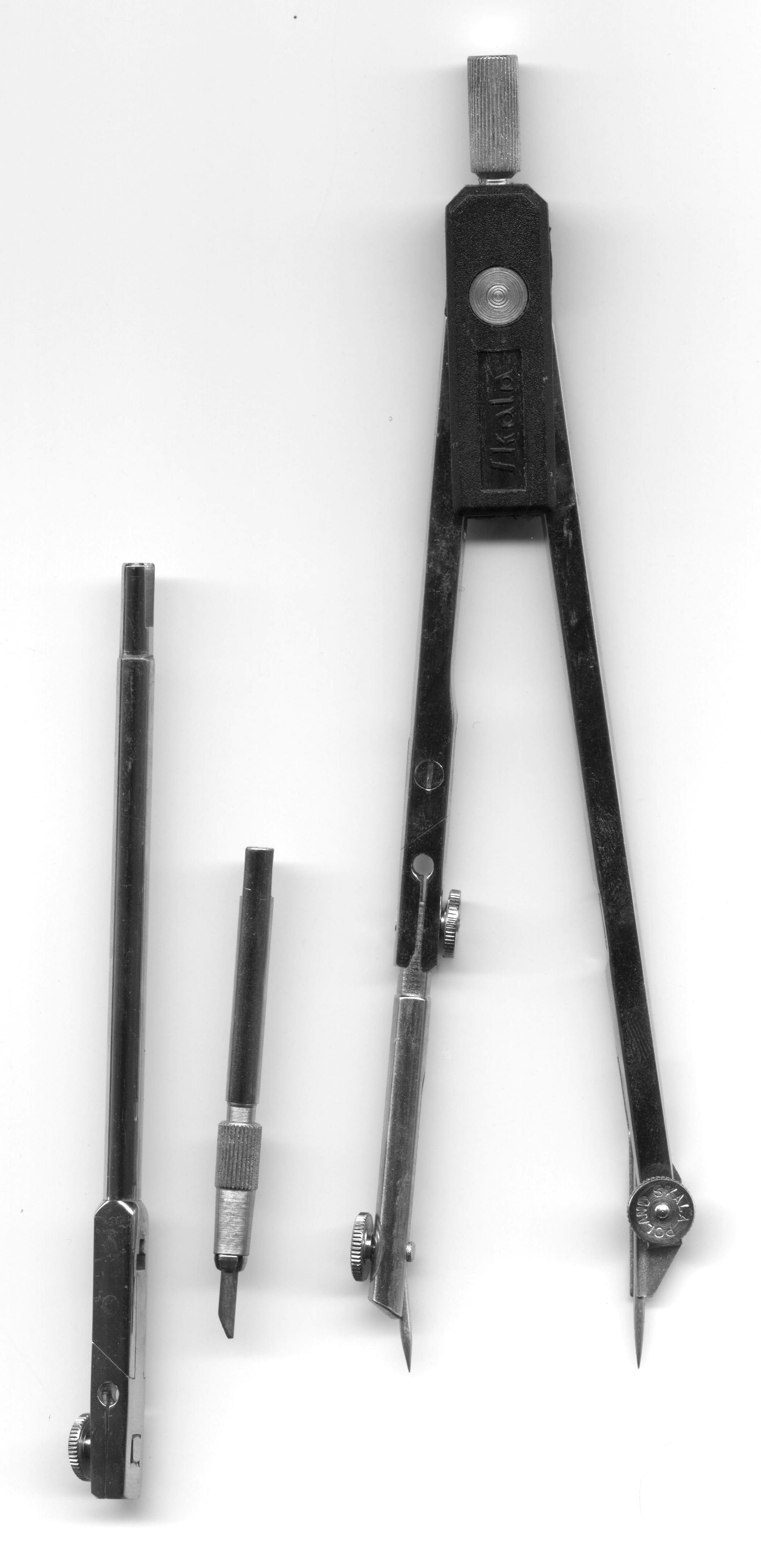
Exemplo de um compasso

## Vistas ortográficas
Vistas ortográficas ou vistas ortogonais são as projeções de um objeto a partir de observadores, situados no infinito, perpendiculares aos planos de projeção. Quanto à disposição das vistas, dois modelos podem ser encontrados com maior facilidade: o método europeu (que dispõe as vistas no primeiro diedro e é recomendado pela ABNT) e o método americano (que adota o 3º diedro). No desenho arquitetônico as principais projeções são chamadas de: vista frontal (também conhecida como fachada ou elevação), vista superior (que quando secionada origina a planta de um projeto) e a vista lateral.

## O desenho em cada uma das etapas de um projeto

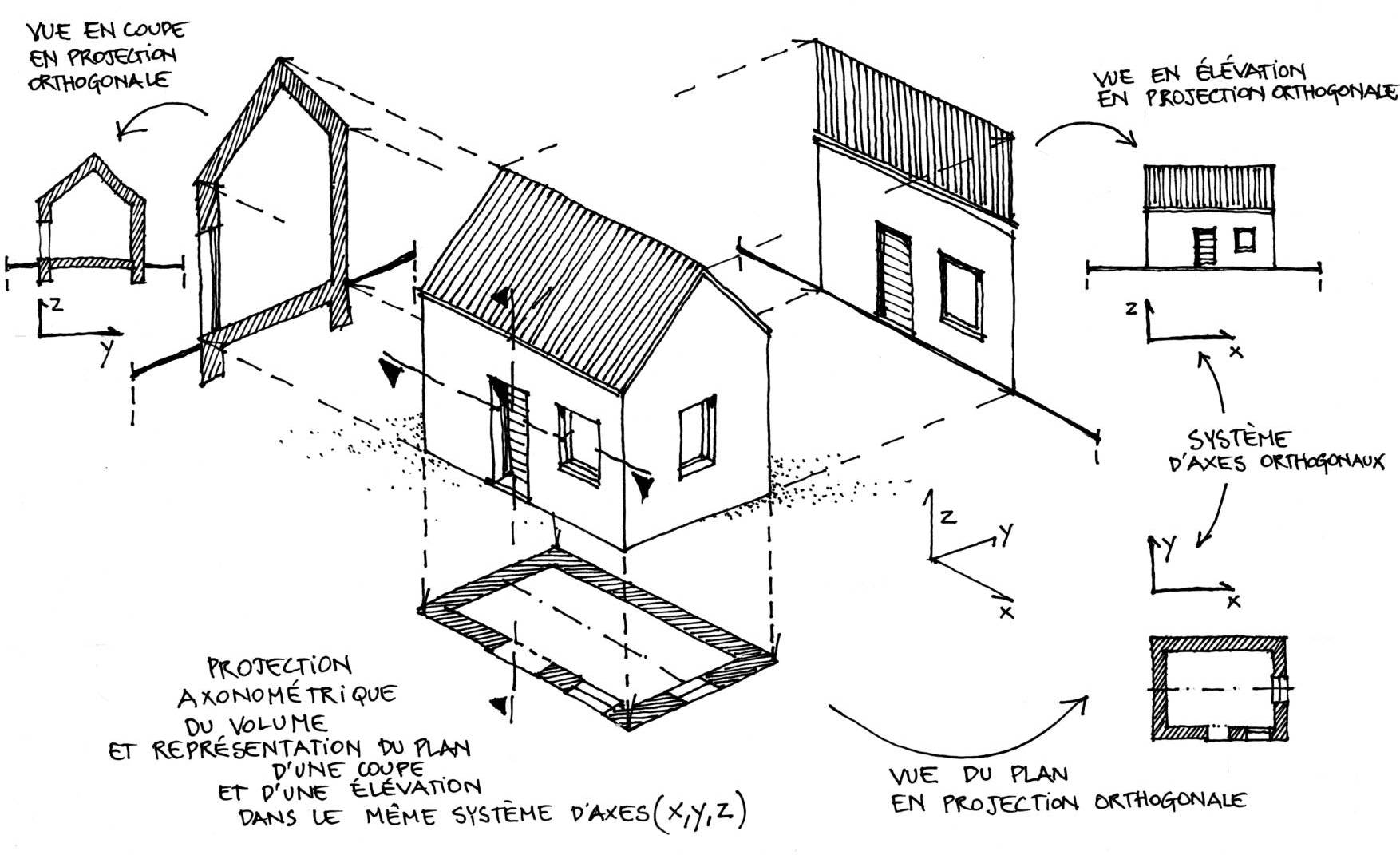
Projeções ortogonais de uma casa. O estudo preliminar mostra as vistas: frontal em corte, superior em corte e lateral esquerda.

Normalmente a complexidade e quantidade de informações de um desenho variam de acordo com a etapa do projeto. Apesar de existirem etapas intermediárias de projeto, as apresentadas a seguir normalmente são as mais comuns, pelas quais passam praticamente todos os grandes projetos.
- Estudo preliminar. O estudo preliminar, que envolve a análise das várias condicionantes do projeto, normalmente materializa-se em uma série de croquis e esboços que não precisam necessariamente seguir as regras tradicionais do desenho arquitetônico. É um desenho mais livre, constituído por um traço sem a rigidez dos desenhos típicos das etapas posteriores.
- Anteprojeto. Nesta etapa, com as várias características do projeto já definidas, (implantação, estrutura, elementos construtivos, organização funcional, partido, etc), o desenho já abrange um nível maior de rigor e detalhamento. No entanto, não costuma ser necessário informar uma quantidade muito grande, nem muito trabalhada, de detalhes da construção. Em um projeto residencial, por exemplo, costuma-se trabalhar nas escalas 1:100 ou 1:200. Nesta etapa ainda são anexadas perspectivas feitas à mão ou produzidas em ambiente gráfico-computacional para permitir melhor compreensão do projeto.
- Projeto legal ou Projecto de licenciamento. Corresponde ao conjunto de desenhos que é encaminhado aos órgãos públicos de fiscalização de edifícios. Por este motivo, possui algumas regras próprias de apresentação, variando de cidade em cidade. Costuma-se trabalhar nas mesmas escalas do anteprojeto.
- Projeto executivo ou Projecto de execução. Esta etapa corresponde à confecção dos desenhos que são encaminhados à obra, sendo, portanto, a mais trabalhada. Devem ser desenhados todos os detalhes do edifício, com um nível de complexidade adequado à realização da construção. O projeto básico costuma ser trabalhado em escalas como 1:50 ou 1:100, assim como seu detalhamento é elaborado em escalas como 1:20, 1:10, 1:5 e eventualmente, 1:1.

### Páginas externas
- Normatização de folhas - em português
- Desenho Técnico CEFET/RJ
- Projetos de Arquitetura - consultado a 8 de Fevereiro 2025

### Bibliográficas
- MONTENEGRO, Gildo A.; Desenho arquitetônico; São Paulo: Edgar Blucher, 2001; ISBN 8521202911
- CHING; Francis D. K.; Representação gráfica em arquitetura; Porto Alegre: Bookman Editora; ISBN 8573075260
- CHING; Francis D. K.; Técnicas de Construção Ilustradas; Porto Alegre: Bookman Editora; ISBN 8573075279
- ABNT. NBR 6492 - Representação de projetos em arquitetura; Rio de Janeiro: ABNT; 1994